# Els Moor
Elisabeth Henriëtte Pauline Moor, más conocida como Els Moor, es una profesora de literatura neerlandesa, crítica literaria y escritora, nacida en Heemstede, Países Bajos el 17 de mayo de 1937. Desde 1992 es quien impulsa el semanario literario de Surinam De Ware Tijd. Además, fue cofundadora y editora de la edición literaria Okopipi.
Obtuvo su doctorado en la Universidad de Ámsterdam y ha trabajado durante años en la escuela de Bijlmermeer. En 1977 se fue a Surinam, donde trabajó hasta su jubilación en el Seminario de Surinam y el Instituto para la Formación de Profesores, donde propuso nuevas políticas tendientes a la renovación de la educación, por ejemplo, en el proyecto "Calefacción central" de la universidad. 
Junto con Chandra Binnendijk editó la colección "Het merkteken en andere verhalen" en 1997. Con Joan Vaseur-Rellum y Godeke Donner escribió el método innovador de la literatura en la escuela secundaria de nivel superior "Fa yu e tron leisibakru" en 1998.
Falleció en Paramaribo el 9 de marzo de 2016.